# Polyèdre uniforme
Un polyèdre uniforme est un polyèdre dont les faces sont des polygones réguliers et qui est isogonal, c'est-à-dire que pour tout couple de sommets, il existe une isométrie qui applique un sommet sur l'autre. Il en découle que tous les sommets sont congruents et que le polyèdre possède un haut degré de symétrie par réflexion et rotation. La notion de polyèdre uniforme est généralisée, pour un nombre de dimensions quelconque, par celle de polytope uniforme (en).
Les polyèdres uniformes peuvent être réguliers, quasi réguliers ou semi-réguliers. Les faces n'ont pas besoin d'être convexes, si bien que beaucoup de polyèdres uniformes sont étoilés.
En excluant les deux ensembles infinis des prismes et antiprismes uniformes (incluant les convexes et les étoilés), il existe 75 polyèdres uniformes (ou 76 si les arêtes sont autorisées à coïncider) :
- polyèdres uniformes convexes :
  - les 5 solides de Platon (réguliers),
  - les 13 solides d'Archimède (2 quasi réguliers et 11 semi-réguliers) ;
- polyèdres uniformes étoilés :
  - les 4 réguliers : solides de Kepler-Poinsot,
  - les 53 non réguliers : 14 à faces convexes et 39 à faces non convexes,
  - 1 polyèdre avec les paires d'arêtes qui coïncident, trouvé par John Skilling (en).

Ils peuvent aussi être regroupés par groupe de symétrie, ce qui est fait ci-dessous.

## Histoire
- Les solides de Platon sont connus depuis l'Antiquité par les Grecs classiques et ont été étudiés par Platon, Théétète et Euclide.
- Johannes Kepler (1571-1630) fut le premier à publier la liste complète des solides d'Archimède après la perte du travail original d'Archimède.
- Kepler (1619) a découvert deux des solides de Kepler-Poinsot réguliers et Louis Poinsot (1809) a découvert les deux autres.
- Des 66 qui restaient, 37 furent découverts par Albert Badoureau (1881). Edmund Hess (en) (1878) en découvrit 2 de plus et Pitsch (1881) en découvrit 18 indépendamment, dont 15 nouveaux.
- Coxeter découvrit les 12 restants en collaboration avec J. C. P. Miller (en) (1930-1932) mais ne le publia pas. M. S. (en) et H.C. Longuet-Higgins ont indépendamment découvert 11 d'entre eux.
- En 1954, Coxeter, Longuet-Higgins et Miller  publièrent la liste des polyèdres uniformes.
- En 1970, Sopov démontra leur conjecture établissant que la liste était complète.
- En 1974, Magnus Wenninger (en) publia son livre, Polyhedron models (en) (patrons de polyèdres), qui est la première liste entière publiée des 75 polyèdres uniformes non prismatiques, dont beaucoup, auparavant sans nom publié, avaient été baptisés par Norman Johnson.
- En 1975, John Skilling prouva indépendamment la complétude de cette liste, et montra que si la définition du polyèdre uniforme est assouplie pour autoriser la coïncidence des arêtes, alors seule une possibilité supplémentaire est offerte.
- En 1987, Edmond Bonan (en) a dessiné tous les polyèdres uniformes et leurs duaux en 3D, au moyen du programme Polyca, écrit en Turbo Pascal : presque tous ont été montrés lors des congrès ISU de 1993, au Congress Theater, Eastbourne, Angleterre, et de 2005, au Kursaal à Besançon[1].
- En 1993, Zvi Har'El produisit une construction informatique complète des polyèdres uniformes et de leurs duaux via leurs constructions kaleïdoscopiques via un programme informatique appelé Kaleido, et résumé dans un article intitulé Uniform Solution for Uniform Polyhedra., comptant les solides 1-80.
- En 1993 aussi, R. Mäder porta cette solution Kaleido vers Mathematica avec un système d'indexation légèrement différent.

### Indexation
Il existe quatre efforts d'indexation majeurs publiés à partir des travaux ci-dessus. Pour les distinguer, ils sont donnés par différentes lettres d'indexation, C pour la première énumération des solides par Coxeter en 1954, W pour le livre de 1974 sur les patrons de polyèdres par Wenninger, K pour la solution Kaleido de 1993, et U pour la solution de Maeder utilisée par Mathematica et reproduite extensivement ailleurs.
1. [C] 1954 : cet article listait les polyèdres uniformes par solides  de 15 à 92. En démarrant avec 15-32 pour les formes convexes, 33-35 pour les 3 ensembles prismatiques infinis et finissant avec 36-92 pour les formes non convexes.
2. [W] 1974 : le livre de Wenninger Polyhedron model énumérait les solides de 1 à 119 : 1-5 pour les solides de Platon, 6-18 pour les solides d'Archimède, 19-66 pour les formes étoilées incluant les 4 polyèdres réguliers non convexes et finissait avec 67-119 pour les polyèdres uniformes non convexes.
3. [K] 1993 Kaleido : les 80 solides donnés dans la solution Kaleido étaient groupés par symétrie, énumérés de 1 à 80 : 1-5 comme représentatifs des familles infinies des formes prismatiques avec la symétrie diédrale, 6-9 avec la symétrie tétraédrique (en), 10-26 avec la symétrie octaédrique, 46-80 avec la symétrie icosaédrique.
4. [U] 1993 Mathematica : ce listing suivit celui de Kaleido, mais déplaça les 5 formes prismatiques vers la fin, décalant les formes non prismatiques de 5, de 1 à 75.

## Formes convexes et configurations de sommet fondamentales
Les polyèdres uniformes convexes peuvent être nommés par les opérations de construction de Wythoff sur une forme parent.
Note : les dièdres (en) font partie d'un ensemble infini de polyèdres à deux côtés (2 polygones identiques) qui engendre les prismes comme formes tronquées.
Chacune de ces formes convexes définit un ensemble de sommets qui peut être identifié pour les formes non convexes dans la prochaine section.
|                                          | Parent                                            | Tronqué                                            | Rectifié                                           | Bitronqué (dual tronqué)                           | Birectifié (dual)                                 | Biseauté                                            | Omnitronqué (Rectifié-tronqué)                      | Adouci                                              |             |
| Symbole de Schläfli Étendu               | {\displaystyle {\begin{Bmatrix}p,q\end{Bmatrix}}} | {\displaystyle t{\begin{Bmatrix}p,q\end{Bmatrix}}} | {\displaystyle {\begin{Bmatrix}p\\q\end{Bmatrix}}} | {\displaystyle t{\begin{Bmatrix}q,p\end{Bmatrix}}} | {\displaystyle {\begin{Bmatrix}q,p\end{Bmatrix}}} | {\displaystyle r{\begin{Bmatrix}p\\q\end{Bmatrix}}} | {\displaystyle t{\begin{Bmatrix}p\\q\end{Bmatrix}}} | {\displaystyle s{\begin{Bmatrix}p\\q\end{Bmatrix}}} |             |
| Symbole de Schläfli Étendu               | t0{p,q}                                           | t0,1{p,q}                                          | t1{p,q}                                            | t1,2{p,q}                                          | t2{p,q}                                           | t0,2{p,q}                                           | t0,1,2{p,q}                                         | s{p,q}                                              |             |
| Symbole de Wythoff p-q-2                 | q \| p 2                                          | 2 q \| p                                           | 2 \| p q                                           | 2 p \| q                                           | p \| q 2                                          | p q \| 2                                            | p q 2 \|                                            | \| p q 2                                            |             |
| Diagramme de Coxeter-Dynkin (variations) |                                                   |                                                    |                                                    |                                                    |                                                   |                                                     |                                                     |                                                     |             |
| Diagramme de Coxeter-Dynkin (variations) | (o)-p-o-q-o                                       | (o)-p-(o)-q-o                                      | o-p-(o)-q-o                                        | o-p-(o)-q-(o)                                      | o-p-o-q-(o)                                       | (o)-p-o-q-(o)                                       | (o)-p-(o)-q-(o)                                     | ( )-p-( )-q-( )                                     |             |
| Diagramme de Coxeter-Dynkin (variations) | xPoQo                                             | xPxQo                                              | oPxQo                                              | oPxQx                                              | oPoQx                                             | xPoQx                                               | xPxQx                                               | sPsQs                                               |             |
| Diagramme de Coxeter-Dynkin (variations) | [p,q]:001                                         | [p,q]:011                                          | [p,q]:010                                          | [p,q]:110                                          | [p,q]:100                                         | [p,q]:101                                           | [p,q]:111                                           | [p,q]:111s                                          |             |
| Diagramme de Coxeter-Dynkin (variations) | Configuration de sommet                           | pq                                                 | (q.2p.2p)                                          | (p.q.p.q)                                          | (p.2q.2q)                                         | qp                                                  | (p.4.q.4)                                           | (4.2p.2q)                                           | (3.3.p.3.q) |
| ---------------------------------------- | ------------------------------------------------- | -------------------------------------------------- | -------------------------------------------------- | -------------------------------------------------- | ------------------------------------------------- | --------------------------------------------------- | --------------------------------------------------- | --------------------------------------------------- | ----------- |
| Tétraédrique 3-3-2                       | {3,3}                                             | (3.6.6)                                            | (3.3.3.3)                                          | (3.6.6)                                            | {3,3}                                             | (3.4.3.4)                                           | (4.6.6)                                             | (3.3.3.3.3)                                         |             |
| Octaédrique 4-3-2                        | {4,3}                                             | (3.8.8)                                            | (3.4.3.4)                                          | (4.6.6)                                            | {3,4}                                             | (3.4.4.4)                                           | (4.6.8)                                             | (3.3.3.3.4)                                         |             |
| Icosaédrique 5-3-2                       | {5,3}                                             | (3.10.10)                                          | (3.5.3.5)                                          | (5.6.6)                                            | {3,5}                                             | (3.4.5.4)                                           | (4.6.10)                                            | (3.3.3.3.5)                                         |             |
| Diédrique p-2-2 Exemple p=5              | {5,2}                                             | 2.10.10                                            | 2.5.2.5                                            | 4.4.5                                              | {2,5}                                             | 2.4.5.4                                             | 4.4.10                                              | 3.3.3.5                                             |             |

### Définition des opérations
|  |

| Opération                                    | Étendu Symboles de Schläfli | Étendu Symboles de Schläfli                         | Diagramme de Coxeter- Dynkin | Description |
| -------------------------------------------- | --------------------------- | --------------------------------------------------- | ---------------------------- | --- |
| Parent                                       | t0{p,q}                     | {\displaystyle {\begin{Bmatrix}p,q\end{Bmatrix}}}   |                              | Polyèdre régulier quelconque ou pavage |
| Rectifié                                     | t1{p,q}                     | {\displaystyle {\begin{Bmatrix}p\\q\end{Bmatrix}}}  |                              | Les arêtes sont pleinement tronquées en points uniques. Le polyèdre maintenant possède les faces combinées du parent et du dual. |
| Birectifié Dual                              | t2{p,q}                     | {\displaystyle {\begin{Bmatrix}q,p\end{Bmatrix}}}   |                              | Le birectifié (dual) est une troncature plus poussée c’est-à-dire que les faces originales sont réduites à des points. Les nouvelles faces sont formées sous chaque sommet du parent. Le nombre d'arêtes est inchangé et est tourné à 90 degrés. Le dual d'un polyèdre régulier {p, q} est aussi un polyèdre régulier {q, p}.                                                       |
| Tronqué                                      | t0,1{p,q}                   | {\displaystyle t{\begin{Bmatrix}p,q\end{Bmatrix}}}  |                              | Chaque sommet original est découpé, avec de nouvelles faces remplissant le trou. La troncature possède un degré de liberté, qui a une solution qui créée un polyèdre uniforme tronqué. Le polyèdre a ses faces originales doublées par côtés, et contient les faces du dual. |
| Bitronqué                                    | t1,2{p,q}                   | {\displaystyle t{\begin{Bmatrix}q,p\end{Bmatrix}}}  |                              | Identique au dual tronqué. |
| Biseauté (ou rhombé) (développé)             | t0,2{p,q}                   | {\displaystyle r{\begin{Bmatrix}p\\q\end{Bmatrix}}} |                              | En ajout à la troncature des sommets, chaque arête originale est rabotée faisant apparaître à la place de nouvelles faces rectangulaires. Un biseautage uniforme est à mi-chemin entre le parent et les formes duales. |
| Omnitroncature (ou rectification-troncature) | t0,1,2{p,q}                 | {\displaystyle t{\begin{Bmatrix}p\\q\end{Bmatrix}}} |                              | Les opérations de troncature et de rectification sont appliquées ensemble, créant une forme omnitronquée qui a les faces du parent doublées sur les côtés, les faces du dual doublées sur les côtés et des carrés où les arêtes originales existaient. |
| Adouci                                       | s{p,q}                      | {\displaystyle s{\begin{Bmatrix}p\\q\end{Bmatrix}}} |                              | L'adoucissement prend la forme omnitronquée et rectifie les sommets alternativement (cette opération est seulement possible pour les polyèdres avec toutes les faces sur les côtés paires). Toutes les faces originales finissent avec la moitié des côtés, et le carré dégénère en arêtes. Puisque les formes omnitronquées ont 3 faces/sommet, de nouveaux triangles sont formés. |

## Formes non convexes listées par groupes de symétrie et par configurations de sommet
Tous les polyèdres uniformes sont listés ci-dessous par leurs groupes de symétrie et sous-groupés par leurs arrangements de sommet (configurations de sommet).
Les polyèdres réguliers sont marqués par leurs symboles de Schläfli. Les autres polyèdres uniformes, non réguliers, sont listés par leurs configurations de sommet (en) ou par leurs indices des polyèdres uniformes U(1-80).
Note : Pour les formes non convexes, un descripteur supplémentaire, « non uniforme », est utilisé lorsque l'enveloppe convexe de l'arrangement de sommet possède la même topologie que l'un d'entre eux, mais possède des faces non régulières. Par exemple, une forme biseautée non uniforme peut avoir des rectangles créés à la place d'arêtes plutôt que des carrés.

### Symétrie tétraédrique
Il existe deux polyèdres uniformes convexes, le tétraèdre et le tétraèdre tronqué, et une forme non convexe, le tétrahémihexaèdre qui possède une symétrie tétraédrique (en). Le tétraèdre est un polyèdre autodual.
En plus, l'octaèdre, l'octaèdre tronqué, le cuboctaèdre et l'icosaèdre ont une symétrie tétraédrique de même qu'une symétrie plus élevée. Ils sont ajoutés pour l'exhaustivité ci-dessous, bien que leurs formes non convexes avec la symétrie octaédrique ne soient pas incluses ici.
| Groupe de sommet | Convexe   | Non convexe | Non convexe |
| ---------------- | --------- | ----------- | ----------- |
| (Tétraèdre)      | {3,3}     |             |             |
| Tronqué (*)      | (3.6.6)   |             |             |
| Rectifié (*)     | {3,4}     | (4.3/2.4.3) |             |
| Biseauté (*)     | (3.4.3.4) |             |             |
| Omnitronqué (*)  | (4.6.6)   |             |             |
| Adouci (*)       | {3,5}     |             |             |

### Symétrie octaédrique
Il existe 8 formes convexes et 10 formes non convexes avec la symétrie octaédrique.
| Groupe de sommet             | Convexe     | Non convexe     | Non convexe   | Non convexe |
| ---------------------------- | ----------- | --------------- | ------------- | ----------- |
| (Octaédrique)                | {3,4}       |                 |               |             |
| Tronqué (*)                  | (4.6.6)     |                 |               |             |
| Rectifié (*)                 | (3.4.3.4)   | (6.4/3.6.4)     | (6.3/2.6.3)   |             |
| Dual tronqué (*)             | (3.8.8)     | (4.8/3.4/3.8/5) | (8/3.3.8/3.4) | (4.3/2.4.4) |
| Dual (*)                     | {4,3}       |                 |               |             |
| Biseauté (*)                 | (3.4.4.4)   | (4.8.4/3.8)     | (8.3/2.8.4)   | (8/3.8/3.3) |
| Omnitronqué (*)              | (4.6.8)     |                 |               |             |
| Omnitronqué non uniforme (*) | (4.6.8)     | (8/3.4.6)       | (8/3.6.8)     |             |
| Adouci (*)                   | (3.3.3.3.4) |                 |               |             |

### Symétrie icosaédrique
Il existe 8 formes convexes et 46 formes non convexes ayant la symétrie icosaédrique (ou 47 formes non convexes si le polyèdre de Skilling est inclus). Certaines formes adoucies non convexes ont une symétrie chirale non uniforme, et certaines ont une symétrie achirale.
Il existe beaucoup de formes non uniformes de degrés variés de troncature et de biseautage.
| (Icosaédrique)                | {3,5}       | {5/2,5} | {5,5/2} | {3,5/2} |     |     |     |     |     |
| Tronqué (*)                   | (5.6.6)     |         |         |         |     |     |     |     |     |
| Tronqué non uniforme (*)      | (5.6.6)     | U32     | U37     | U61     | U38 | U44 | U56 | U67 | U73 |
| Rectifié (*)                  | (3.5.3.5)   | U49     | U51     | U54     | U70 | U71 | U36 | U62 | U65 |
| Dual tronqué (*)              | (3.10.10)   | U42     | U48     | U63     |     |     |     |     |     |
| Dual tronqué non uniforme (*) | (3.10.10)   | U68     | U72     | U45     |     |     |     |     |     |
| Dual (*)                      | {5,3}       | {5/2,3} | U30     | U41     | U47 |     |     |     |     |
| Biseauté (*)                  | (3.4.5.4)   | U33     | U39     |         |     |     |     |     |     |
| Biseauté non uniforme (*)     | (3.4.5.4)   | U31     | U43     | U50     | U55 | U58 | U75 | U64 | U66 |
| Omnitronqué (*)               | (4.6.10)    |         |         |         |     |     |     |     |     |
| Omnitronqué non uniforme (*)  | (4.6.10)    | U59     |         |         |     |     |     |     |     |
| Adouci (*)                    | (3.3.3.3.5) |         |         |         |     |     |     |     |     |
| Adouci non uniforme (*)       | (3.3.3.3.5) | U40     | U46     | U57     | U69 | U60 | U74 |     |     |

#### Polyèdre de Skilling
Il existe un polyèdre non convexe supplémentaire appelé le grand dirhombidodécaèdre disadouci, aussi connu sous le nom polyèdre de Skilling. Il est de sommets uniformes, mais des paires d'arêtes coïncident dans l'espace de telle sorte que quatre faces se rencontrent à certains sommets.
Il est quelquefois, mais pas toujours, compté comme un polyèdre uniforme. Il possède une symétrie Ih.

### Symétrie diédrale
Il existe deux ensembles infinis de polyèdres uniformes avec la symétrie diédrale :
- Les prismes, pour chaque nombre rationnel p/q > 2, avec le groupe de symétrie Dph;
- Les antiprismes, pour chaque nombre rationnel p/q > 3/2, avec le groupe de symétrie Dpd si q est impair, Dph si q est pair.

Si p/q est un nombre entier, i.e. si q = 1, le prisme ou l'antiprisme est convexe (la fraction est toujours supposée irréductible).
La différence entre les groupes de symétrie prismatiques et antiprismatique réside dans le fait que Dph possède un plan de réflexion parallèle au polygone {p/q}, alors que Dpd n'en possède pas.
Un antiprisme avec p/q < 2 est croisé ; sa figure de sommet ressemble à un nœud papillon. Si p/q ≤ 3/2, aucun antiprisme ne peut exister, comme sa figure de sommet violerait l'inégalité triangulaire.
Note : le tétraèdre, le cube et l'octaèdre sont listés ici avec la symétrie diédrale (en tant qu'antiprisme digonal, prisme tétragonal et antiprisme trigonal respectivement) ; bien qu'uniformément colorés, le premier a aussi une symétrie tétraédrique et les deux autres une symétrie octaédrique.
| Groupe de symétrie | Convexe      | Non convexe                         | Non convexe                      | Non convexe    | Non convexe    |
| ------------------ | ------------ | ----------------------------------- | -------------------------------- | -------------- | -------------- |
| d2d                | 3.3.3        |                                     |                                  |                |                |
| d3h                | 3.3.4        |                                     |                                  |                |                |
| d3d                | 3.3.3.3      |                                     |                                  |                |                |
| d4h                | 4.4.4        |                                     |                                  |                |                |
| d4d                | 3.3.3.4      |                                     |                                  |                |                |
| d5h                | 4.4.5        | 4.4.5/2                             | 3.3.3.5/2                        |                |                |
| d5d                | 3.3.3.5      | 3.3.3.5/3 (en)                      |                                  |                |                |
| d6h                | 4.4.6        |                                     |                                  |                |                |
| d6d                | 3.3.3.6      |                                     |                                  |                |                |
| d7h                | 4.4.7 (en)   | 4.4.7/2 (en)                        | 4.4.7/3 (en)                     | 3.3.3.7/2 (en) | 3.3.3.7/4 (en) |
| d7d                | 3.3.3.7 (en) | 3.3.3.7/3 (en)                      |                                  |                |                |
| d8h                | 4.4.8        | 4.4.8/3 (en)                        |                                  |                |                |
| d8d                | 3.3.3.8      | 3.3.3.8/3 (en)                      | 3.3.3.8/5 (en)                   |                |                |
| d9h                | 4.4.9 (en)   | 4.4.9/2 et 4.4.9/4 (en)             | 3.3.3.9/2 et 3.3.3.9/4 (en)      |                |                |
| d9d                | 3.3.3.9 (en) | 3.3.3.9/5                           |                                  |                |                |
| d10h               | 4.4.10       | 4.4.10/3                            |                                  |                |                |
| d10d               | 3.3.3.10     | 3.3.3.10/3                          |                                  |                |                |
| d11h               | 4.4.11       | 4.4.11/2 4.4.11/3 4.4.11/4 4.4.11/5 | 3.3.3.11/2 3.3.3.11/4 3.3.3.11/6 |                |                |
| d11d               | 3.3.3.11     | 3.3.3.11/3 3.3.3.11/5 3.3.3.11/7    |                                  |                |                |
| d12h               | 4.4.12       | 4.4.12/5                            | 3.3.3.12/7                       |                |                |
| d12d               | 3.3.3.12     | 3.3.3.12/5                          |                                  |                |                |
| ...                |              |                                     |                                  |                |                |

## Sources
1. ↑  Edmond Bonan, Polyèdres Eastbourne 1993, Stéréo-Club Français, 
.